# Divizia A 1986-1987
La Divizia A 1986-1987 è stata la 69ª edizione della massima serie del campionato di calcio rumeno, disputato tra il 17 agosto 1986 e il 30 giugno 1987 e concluso con la vittoria finale della Steaua București, al suo dodicesimo titolo e terzo consecutivo.
Capocannoniere del torneo fu Rodion Cămătaru (Dinamo București), con 44 reti.

## Stagione

### Formula
Come nella stagione precedente le squadre partecipanti furono 18 e disputarono un turno di andata e ritorno per un totale di trentaquattro partite.
Le ultime tre classificate retrocedettero in Divizia B.
Le qualificate alle coppe europee furono cinque: la vincente alla Coppa dei Campioni 1987-1988, terza, quarta e quinta alla Coppa UEFA 1987-1988 e la finalista della coppa nazionale alla Coppa delle Coppe 1987-1988.

### Avvenimenti
Come l'anno precedente, l'avvio del campionato vide in testa Dinamo Bucarest e Steaua Bucarest: quando, alla quarta giornata, i primi pareggiarono in casa con l'FCU Craiova, la Steaua prese il largo e concluse il girone di andata con otto punti di vantaggio sui rivali e due soli punti persi mediante altrettanti pareggi. Nel girone di ritorno la Steaua Bucarest mantenne invariato il proprio rendimento, giungendo a quattro gare dal termine con undici punti di vantaggio sulla Dinamo Bucarest, assicurandosi il dodicesimo, nonché terzo titolo nazionale consecutivo.
In zona UEFA, una situazione di classifica molto equilibrata diede modo allo Sportul Studențesc di compiere una rimonta che gli permetterà di unirsi alla Dinamo e al Victoria Bucarest nel lotto delle qualificate alla terza competizione europea. Avendo acceduto alla finale contro la Steaua già qualificata alla Coppa dei Campioni, la Dinamo Bucarest ottenne la qualificazione in Coppa delle Coppe, permettendo all'Universitatea Craiova (precedentemente sopraffatto dalla peggior differenza reti nei confronti dello Sportul Studentesc) di ottenere il visto per la Coppa UEFA.
Con una rimonta nel girone di ritorno il neopromosso Flacăra Moreni poté superare lo Jiul Petroșani, che risultò infine retrocesso con novanta minuti di anticipo assieme al Gloria Buzău già condannato la settimana prima e al Chimia Râmnicu Vâlcea che cedette nella seconda metà del girone di ritorno.

## Classifica finale
|  | Pos. | Squadra               | Pt | G  | V  | N  | P  | GF | GS | DR  |
|  | ---- | --------------------- | -- | -- | -- | -- | -- | -- | -- | --- |
|  | 1.   | Steaua Bucarest       | 59 | 34 | 25 | 9  | 0  | 87 | 17 | +70 |
|  | 2.   | Dinamo Bucarest       | 44 | 34 | 17 | 10 | 7  | 84 | 46 | +38 |
|  | 3.   | Victoria Bucarest     | 38 | 34 | 15 | 8  | 11 | 43 | 39 | +4  |
|  | 4.   | Sportul Studențesc    | 35 | 34 | 14 | 7  | 13 | 55 | 46 | +9  |
|  | 5.   | FCU Craiova           | 35 | 34 | 11 | 13 | 10 | 40 | 34 | +6  |
|  | 6.   | Argeș Pitești         | 35 | 34 | 12 | 11 | 11 | 28 | 25 | +3  |
|  | 7.   | Olt Scornicești       | 35 | 34 | 15 | 4  | 14 | 33 | 43 | -10 |
|  | 8.   | Petrolul Ploiești     | 34 | 34 | 9  | 16 | 9  | 26 | 27 | -1  |
|  | 9.   | Corvinul Hunedoara    | 33 | 34 | 13 | 7  | 14 | 64 | 56 | +8  |
|  | 10.  | U Cluj                | 32 | 34 | 14 | 4  | 16 | 54 | 47 | +7  |
|  | 11.  | Oțelul Galați         | 32 | 34 | 11 | 10 | 13 | 37 | 36 | +1  |
|  | 12.  | Bacău                 | 32 | 34 | 12 | 8  | 14 | 45 | 52 | -7  |
|  | 13.  | Brașov                | 32 | 34 | 14 | 4  | 16 | 33 | 46 | -13 |
|  | 14.  | Rapid Bucarest        | 32 | 34 | 13 | 6  | 15 | 42 | 55 | -13 |
|  | 15.  | Flacăra Moreni        | 32 | 34 | 14 | 4  | 16 | 40 | 55 | -15 |
|  | 16.  | Jiul Petroșani        | 27 | 34 | 10 | 7  | 17 | 39 | 49 | -10 |
|  | 17.  | Gloria Buzău          | 25 | 34 | 10 | 5  | 19 | 31 | 66 | -35 |
|  | 18.  | Chimia Râmnicu Vâlcea | 20 | 34 | 7  | 6  | 21 | 30 | 72 | -42 |

Legenda:
         Campione di Romania e qualificato in Coppa dei Campioni 1987-1988.
         Qualificate in Coppa UEFA 1987-1988.
         Finalista della Cupa României 1986-1987 e qualificato in Coppa delle Coppe 1987-1988.
         Retrocessi in Divizia B 1987-1988.
Note:
Due punti a vittoria, uno a pareggio, zero a sconfitta.

## Statistiche

### Squadre

#### Capoliste solitarie
|    | —— | —— | ——              | —— | —— | —— | —— | —— | ——  | ——  | ——  | ——  | ——  | ——  | ——  | ——  | ——  | ——  | ——  | ——  | ——  | ——  | ——  | ——  | ——  | ——  | ——  | ——  | ——  | ——  | ——  | ——  | ——  | —— |  |
|    |    |    | Steaua Bucarest |    |    |    |    |    |     |     |     |     |     |     |     |     |     |     |     |     |     |     |     |     |     |     |     |     |     |     |     |     |     |    |  |
|    |    |    |                 |    |    |    |    |    |     |     |     |     |     |     |     |     |     |     |     |     |     |     |     |     |     |     |     |     |     |     |     |     |     |    |  |
|    |    |    |                 |    |    |    |    |    |     |     |     |     |     |     |     |     |     |     |     |     |     |     |     |     |     |     |     |     |     |     |     |     |     |    |  |
| 1ª | 2ª | 3ª | 4ª              | 5ª | 6ª | 7ª | 8ª | 9ª | 10ª | 11ª | 12ª | 13ª | 14ª | 15ª | 16ª | 17ª | 18ª | 19ª | 20ª | 21ª | 22ª | 23ª | 24ª | 25ª | 26ª | 27ª | 28ª | 29ª | 30ª | 31ª | 32ª | 33ª | 34ª |    |  |